# Coyuca de Catalán
Coyuca de Catalán là một đô thị thuộc bang Guerrero, México. Năm 2005, dân số của đô thị này là 41975 người.